# Fekišovce
Fekišovce (Hongaars: Fekésháza) is een Slowaakse gemeente in de regio Košice, en maakt deel uit van het district Sobrance.
Fekišovce telt 293 inwoners.